# Таганская (станция метро, Таганско-Краснопресненская линия)
«Тага́нская» — станция на Таганско-Краснопресненской линии Московского метрополитена, расположена между станциями «Китай-город» и «Пролетарская».

## История
Открыта 31 декабря 1966 года в составе участка «Таганская» — «Ждановская», после ввода в эксплуатацию которого в Московском метрополитене стало 82 станции. Названа по одноимённым площади и улице. Первоначально станцию «Таганская» планировали сделать кросс-платформенной с одноимённой станцией перспективного Калининского радиуса.
В 1991 году предлагалось переименовать станцию в «Каменщики».

## Вестибюли и пересадки
У станции один подземный вестибюль с выходом на две стороны улицы Большие Каменщики, к которому ведёт эскалатор из восточного торца центрального зала. Спускаясь по эскалатору в западном торце станции, пассажиры попадают в южный торец станции «Таганская» Кольцевой линии, а поднимаясь по лестнице и эскалатору из середины центрального зала — на станцию «Марксистская» Калининской линии.

## Станция в цифрах
- Глубина заложения составляет 36 метров.
- Диаметр станционных тоннелей составляет 8,5 метров.
- Пассажиропоток через вестибюль по данным 2002 года составлял 22 400 человек в сутки, пересадочный пассажиропоток на Кольцевую линию в 1999 году был равен 179 200 человек в сутки, а на Калининскую линию — 128 800 человек в сутки. Ежесуточный пассажиропоток в 2024 году составил 20,9 тысяч человек[2].
- Таблица времени прохождения первого поезда через станцию[3]:

| По чётным числам                 | Будние дни | Выходные дни |
| По нечётным числам               | Будние дни | Выходные дни |
| В сторону станции «Пролетарская» | 05:52:00   | 05:53:00     |
| В сторону станции «Пролетарская» | 05:51:00   | 05:51:00     |
| В сторону станции «Китай-город»  | 05:51:00   | 05:53:00     |
| В сторону станции «Китай-город»  | 05:51:00   | 05:50:00     |

## Техническая характеристика
Станция сооружена по типовому проекту пилонной трёхсводчатой станции глубокого заложения из сборной чугунной обделки.

## Оформление
Пилоны станции облицованы белым мрамором и украшены двумя бордюрами из коричневого мрамора. Путевые стены отделаны керамической глазурованной плиткой, белой вверху и чёрной внизу, и украшены узкими металлическими панно на тему освоения космоса работы художника Э. М. Ладыгина. В феврале 2021 года начались работы по замене облицовки путевых стен на аналогичную плитку. Пол на станции выложен красным и серым гранитом. Светильники, освещающие центральный зал и платформы, скрыты в широких карнизах над пилонами.

## Наземный общественный транспорт
На этой станции можно пересесть на следующие маршруты городского пассажирского транспорта:
- Автобусы: м7, е70, е80, 51, 74, 567, с755, 766, с856, Б, т27, т53, т63, н5, н7, н13

## Галерея
| - Зал станции 16 мая 2007 года - Вход на станцию со стороны Кольцевой линии - Посадочная платформа - Пилоны - Выход в город - Лестница, ведущая к переходу - Переход на «Марксистскую» |

| - Металлические панно |

## Путевое развитие
Вблизи станции в сторону центра расположен пошёрстный съезд, использовавшийся для оборота составов, когда станция была конечной (в 1966—1971 годах). От второго пути Таганско-Краснопресненской линии отходит также соединительная ветвь на Кольцевую и Калининскую линии для служебных перевозок.